# Nicolás Samper
Augusto Nicolás Samper Camargo (Bogotá, 28 de diciembre de 1976) es periodista y colaborador de diferentes medios de comunicación. En la actualidad trabaja en RCN Radio en el programa deportivo En la Jugada, en LA FM, en el programa Los Originales y en televisión en el programa F90 de ESPN. Escribe columnas de opinión para el portal Futbolred y ha hecho artículos periodísticos en Esquire, Soho, Gente, Publimetro, Shock, Semana, Diario Deportivo y El País de España.
Lanzó en 2024 su libro "El sueño del Tigre", dedicado a la vida y obra del delantero colombiano Radamel Falcao García y es su segundo libro en solitario; en 2018 había publicado  "Lo que el fútbol se llevó" donde recopila las historias más curiosas y extrañas de los mundiales de fútbol.
Además realiza al lado de Christian Solano el exitoso podcast Vietato Fumare.

## Trayectoria
En el 2001 empezó su carrera periodística escribiendo artículos sobre rock en el desaparecido portal de Internet mequedo.com y textos culturales en el semanario Tiempos del mundo/The Washington Times.  En el 2002 publicó junto a María Cristina Alarcón y a María Paula Navas Alarcón el libro "Busco un hombre,  Busco una Mujer Calle del cartucho: Crónicas para el más allá", proyecto del Departamento Administrativo de Bienestar Social  de la Alcaldía Mayor de Bogotá. En el 2003 en Futbolred fue reportero y editor internacional y luego dirigió desde el 2005 la Revista Fútbol Total hasta el año 2012. En 2009 incursionó en radio con Juan Guillermo Ríos en la emisora de la Policía Nacional de Colombia.
En el 2011 por llamado de Antonio Casale hace parte del programa FM Fútbol Mundial al lado de Martín De Francisco y Guillermo Arango en donde inicialmente hacía columnas de opinión pero con el tiempo se convirtió en integrante de planta del programa. Ese mismo año en compañía de Antonio Casale, Carmen Larrazábal, Jorge Bermúdez y Antonio José Caballero participa como integrante de la mesa del programa En la jugada. En el 2016 este espacio recibió el nombre de La Tertulia donde compartió espacio con Jorge Espinosa, Andrea Silva Reyes, Christian Solano, Daniel Faura, Daniela Henao y Kelly Cabana. El 31 de julio de 2020 se va del programa La Tertulia, junto con Daniela Henao para dar campo a otra temporada del programa a partir del 3 de agosto de 2020.
En televisión fue presentador del programa "Cancheros" en RCN Televisión y del programa "Loca Pasión" del canal Claro Sports.
Desde 2014 está en la mesa de trabajo del programa Los Originales, espacio dirigido por Jaime Sánchez Cristo y trabajó al lado de Emilio Sánchez, María Clara Torres, Claudia Bahamón, Karl Troller, Eva Rey, Laura Acuña, Carolina Araújo, Alejandra Rivolta, María Juliana Correa, Orlando Rivera, Raúl Pájaro Sánchez y Mónica Martínez.
Escribió al lado de Federico Arango y Andrés Garavito en el 2008 el libro "Bestiario del Balón", inspirados en el portal que lleva el mismo nombre y que fue creado por los tres autores.
En el año 2014 escribió en conjunto con Luz Martínez y Federico Arango el libro "Bestiario de la TV colombiana".
En 2015 junto a Santiago Rivas, Federico Arango y Juan Felipe Sanmiguel elaboró el libro "Por eso estamos como estamos".
En 2017 la Revista Gerente lo escogió como uno de los 100 líderes de la sociedad colombiana.
En 2018 lanzó su libro en solitario llamado "Lo que el fútbol se llevó" donde recopila las historias más curiosas y extrañas de los Mundiales de fútbol.
En 2020 ingresó a ESPN para hacer parte del programa de debate futbolístico ESPN Radio Colombia al lado de Francisco Vélez, Iván René Valenciano, Víctor Aristizábal, Óscar Córdoba, Lizeth Durán, Rafael Sanabria, Luis Arturo Henao, Sebastián Heredia y Carlos Orduz. El programa hoy lleva el nombre de ESPN F90 y al panel se han ido sumando periodistas como Diana Rincón, Jorge Bermúdez, Andrés Marocco y exfutbolistas de la talla de Mauricio Molina y Martín Arzuaga.
En 2024 publica su libro "El sueño del Tigre" bajo el sello editorial Aguilar. El libro es un emotivo homenaje al delantero colombiano Radamel Falcao García y su regreso al fútbol colombiano para vestir la camiseta de Millonarios, después de haber triunfado en el fútbol internacional con clubes como River Plate, Porto, Atlético Madrid, Mónaco, Chelsea, Manchester United, Galatasaray y Rayo Vallecano.

## Coberturas
- Copa América 2015
- Mundial Rusia 2018
- Mundial Catar 2022